# Библијске приче
Библијске приче је америчка едиција анимираних филмова из 1999. по причама из Библије. У Србији и Црној Гори је 2004. свих 13 епизода објављено на ВХС касетама, па касније и на ДВД-у од стране Best of the Best Baby под покровитељством Саборне цркве у Београду. Синхронизацију је радио студио Призор.

## Списак филмова
1. Рајски врт
2. Давид и Голијат
3. Самсон и Далила
4. Содома и Гомора
5. Јосиф и шарени капут
6. Прича о Мојсију
7. Апостоли
8. Пророк Јосија и битка код Јерихона
9. Данило међу лавовима
10. Пророк Јона и кит
11. Христова чуда
12. Тајна вечера
13. Рођење Исусово